# Переяславское соглашение 1630 года
Переяславское соглашение 1630 года — договор между польским гетманом Станиславом Конецпольским и запорожской казацкой старшиной, заключённый в мае 1630 года после произошедшего в Юго-Западной Руси крестьянско-казацкого восстания .
Восстание, возглавляемое гетманом Тарасом Федоровичем, сторонником ориентации на Россию, вспыхнуло в апреле-мае 1630 года на Полтавщине и Киевщине. Тарас Федорович обратился к украинскому народу с призывом вступать в повстанческого войска, "получать казацкие вольности" и "защищать православную веру ".
В сражении под Корсунью 4 апреля 1630 года польская армия коронного гетмана Станислава Конецпольского была разгромлена казацким войском и потеряла при этом обоз и тяжёлое вооружение. В дальнейшем центром восстания стал Переяславль. Тут бои продолжались более 3 недель. После неудачной попытки поляков штурмовать город (25 мая 1630 года) было заключено соглашение, и восстание закончилось компромиссом между запорожской казацкой старшиной и правительством Речи Посполитой. На заключении этого соглашения особо настаивал ставший на этот момент гетманом Антон Конашевич-Бут, придерживавшийся пропольской ориентации.
По Переяславскому соглашению 1630 года казацкий реестр увеличивался с 6 до 8 тысяч человек, в него включалась часть зажиточных казаков-«выписчиков». Казаки получали право выбирать себе гетмана. Не включённые («вписанные») в реестр казаки должны были разойтись по домам.